# جزيرة تانغولو ماتو
جزيرة تانغولو ماتو وهي جزيرة من جزر إندونيسيا، وتقع في إقليم غورونتالو، ضمن أرخبيل سولاوسي.